# Capitoli de I signori dei mostri

Copertina del primo volume dell'edizione italiana

Questa è la lista dei capitoli de I signori dei mostri, manga scritto e disegnato da Hiroshi Shiibashi. La serie è stata serializzata sulla rivista Weekly Shōnen Jump da marzo 2008 a giugno 2012. Tre ulteriori capitoli a conclusione della storia sono apparsi sul numero estivo, autunnale e invernale di Jump Next!, rispettivamente ad agosto, ottobre e dicembre 2012. I capitoli sono stati raccolti da Shūeisha in 25 volumi tankōbon, pubblicati dal 4 agosto 2008 al 4 marzo 2013.
In Italia la serie è pubblicata da Planet Manga, etichetta di Panini Comics, dal 22 aprile 2010 al 29 maggio 2014 a cadenza bimestrale.

## Volumi 1-10
| Nº | Giapponese 「Kanji」 - Rōmaji | Data di prima pubblicazione            | Data di prima pubblicazione |
| Nº | Giapponese 「Kanji」 - Rōmaji | Giapponese                             | Italiano                    |
| 1  | 「(魑魅魍魎の主となる)」 - Chimimōryō no Nushi to Naru | 4 agosto 2008 ISBN 978-4-08-874557-2   | 22 aprile 2010              |
| 1  | Capitoli - 1. Diventare il signore dei mostri (魑魅魍魎の主となる?, Chimimōryō no Nushi to Naru) - 2. Rikuo e la passeggiata notturna a scuola (リクオ、夜の学校をねり歩く?, Rikuo, Yoru no Gakkō o Neriaruku) - 3. Rikuo sgridato dal "fratello maggiore" (リクオ、義兄弟に怒られる?, Rikuo, Gikyōdai ni Okorareru) - 4. Il sogno di Rikuo (リクオ、夢を見る?, Rikuo, Yume o Miru) - 5. Rikuo e la squadra Investigativa del Mistero Kiyocross (リクオ、清十字団結成に立ち会う?, Rikuo, Kiyojūjidan Kessei ni Tachiau) - 6. Esplorazione a casa di Rikuo (リクオ、実家を探検される?, Rikuo, Jikka o Tankensareru) - 7. Rikuo al quartiere commerciale (リクオ、一番街へ行く?, Rikuo, Ichibangai e Iku) - extra. Gli archivi del clan Nura - La disputa (実録奴良組史 本家抗争編?, Jitsuroku Nura-gumi Shi: Honke Kōsō-hen) |                                        |                             |
| 2  | 「リクオ、牛鬼と対峙する」 - Rikuo, Gyūki to Taijisuru | 3 ottobre 2008 ISBN 978-4-08-874581-7  | 17 giugno 2010              |
| 2  | Capitoli - 8. Rikuo e le zanne di Kyuso (リクオ、窮鼠の牙と対峙する?, Rikuo, Kyūso no Kiba to Taijisuru) - 9. La febbre di Rikuo (リクオ、熱を出す?, Rikuo, Netsu o Dasu) - 10. Rikuo in viaggio verso il mistero (リクオ、妖怪ミステリーツアーに行く?, Rikuo, Yōkai Misuterī Tsuā ni Iku) - 11. Rikuo e la notte sul monte Nejireme (リクオ、捩眼山に留まる?, Rikuo, Nejireme-yama ni Todomaru) - 12. Rikuo in esplorazione notturna (リクオ、夜の探索に出る?, Rikuo, Yoru no Tansaku ni Deru) - 13. In una notte di novilunio, Rikuo... (リクオ、新月の夜に?, Rikuo, Shingetsu no Yoru ni) - 14. Rikuo sulla vetta del monte Nejireme (リクオ、捩眼山の頂上に立つ?, Rikuo, Nejireme-yama no Chōjō ni Tatsu) - 15. Lo scontro tra Rikuo e Gyuki (リクオ、牛鬼と対峙する?, Rikuo, Gyūki to Taijisuru) |                                        |                             |
| 3  | 「奴良組総会」 - Nura-gumi Sōkai | 5 gennaio 2009 ISBN 978-4-08-874621-0  | 26 agosto 2010              |
| 3  | Capitoli - 16. Umewakamaru e Gyuki (梅若丸と牛鬼?, Umewakamaru to Gyūki) - 17. L'amato clan Nura (牛鬼の愛した奴良組?, Gyūki no Aishita Nura-gumi) - 18. I tredici anni di Kana (「カナ、13歳」?, Kana, Jūsan-sai) - 19. Kana e il mostro Ungaikyo (カナと妖怪・雲外鏡?, Kana to Yōkai Ungaikyō) - 20. Il compleanno di Kana (カナの誕生日?, Kana no Tanjōbi) - 21. L'assemblea generale del clan Nura (奴良組総会?, Nura-gumi Sōkai) - 22. Il mostro del vento (風の妖怪?, Kaze no Yōkai) - 23. La tecnica onmyo della scuola Keikain (花開院流陰陽術?, Keikain-ryū Onmyōjutsu) - 24. Il potere di Nurarihyon (ぬらりひょんの力?, Nurarihyon no Chikara) - extra. La disputa della squadra Investigativa del Mistero Kiyocross (清十字怪奇探偵団抗争編?, Kiyojūji Kaiki Tantei-dan Kōsō-hen) |                                        |                             |
| 4  | 「四国八十八鬼夜行」 - Shikoku Hachijūhakki Yakō | 3 aprile 2009 ISBN 978-4-08-874655-5   | 21 ottobre 2010             |
| 4  | Capitoli - 25. I sette viaggiatori (七人同行?, Shichinin Dōgyō) - 26. La marcia infernale degli ottantotto mostri dello Shikoku (四国八十八鬼夜行?, Shikoku Hachijūhakki Yakō) - 27. Il supremo Sodemogi (袖モギ様?, Sodemogi-sama) - 28. Hibari e il supremo Semba (ひばりと千羽様?, Hibari to Senba-sama) - 29. Il mostro Inugami (parte 1) (妖怪・犬神 その1?, Yōkai Inugami Sono Ichi) - 30. Il mostro Inugami (parte 2) (妖怪・犬神 その2?, Yōkai Inugami Sono Ni) - 31. Il mostro Inugami (parte 3) (妖怪・犬神 その3?, Yōkai Inugami Sono San) - 32. Il mostro Inugami (parte 4) (妖怪・犬神 その4?, Yōkai Inugami Sono Yon) - 33. Il mostro Inugami (parte 5) (妖怪・犬神 その5?, Yōkai Inugami Sono Go) |                                        |                             |
| 5  | 「闇より暗い翼を持つ妖怪」 - Yami Yori Kurai Tsubasa o Motsu Yōkai | 4 giugno 2009 ISBN 978-4-08-874667-8   | 16 dicembre 2010            |
| 5  | Capitoli - 34. Il mostro Inugami (parte 6) (妖怪・犬神 その6?, Yōkai Inugami Sono Roku) - 35. Il viaggio nello Shikoku di Nurarihyon (総大将四国への旅?, Nurarihyon Shikoku e no Tabi) - 36. Contrattacco (反撃?, Hangeki) - 37. Gozu e Mezu, infiltrati speciali (牛頭馬頭密偵隊 その1?, Gozu Mezu Mittei-tai Sono Ichi) - 38. Gozu e Mezu, infiltrati speciali (parte 2) (牛頭馬頭密偵隊 その2?, Gozu Mezu Mittei-tai Sono Ni) - 39. Il ritorno di Gozu e Mezu (牛頭馬頭の帰還?, Gozu Mezu no Kikan) - 40. Il Sakazuki (Hyakki Yakō no Sakazuki?) - 41. La guerra delle marce infernali (百鬼夜行対八十八鬼夜行?, Hyakki Yakō tai Hachijūhakki Yakō) - 42. Il mostro dalle ali più nere delle tenebre (闇より暗い翼を持つ妖怪?, Yami Yori Kurai Tsubasa o Motsu Yōkai) - extra. Yura at the house of Kana (ゆら at the HOUSE OF KANA?, Yura atto za Hausu Obu Kana) |                                        |                             |
| 6  | 「邪魅の漂う家」 - Jami no Tadayou Ie | 4 agosto 2009 ISBN 978-4-08-874717-0   | 17 febbraio 2011            |
| 6  | Capitoli - 43. La bianca neve che risplende nell'oscurità (闇に際立つ白い雪?, Yami ni Kiwadatsu Shiroi Yuki) - 44. Battaglia fra Capi (幹部戦?, Kanbusen) - 45. Il maglio demoniaco (魔王の小槌?, Maō no Kozuchi) - 46. Inugamigyobu Tanuki, Tamazuki (隠神刑部狸・玉章?, Inugami Gyōbu-Danuki Tamazuki) - 47. La fine dell'ambizione (野望の終幕?, Yabō no Shūmaku) - 48. La casa dove risiede Jami (parte 1) (邪魅の漂う家 その1?, Jami no Tadayou Ie Sono Ichi) - 49. La casa dove risiede Jami (parte 2) (邪魅の漂う家 その2?, Jami no Tadayou Ie Sono Ni) - 50. La casa dove risiede Jami (parte 3) (邪魅の漂う家 その3?, Jami no Tadayou Ie Sono San) - 51. La giustizia dei due (二人の正義?, Futari no Seigi) - extra. Mistero a Ukiyoe (浮世絵町奇譚?, Ukiyoe-chō Kitan) |                                        |                             |
| 7  | 「花開院三兄妹」 - Keikain San-Kyōdai | 2 ottobre 2009 ISBN 978-4-08-874738-5  | 21 aprile 2011              |
| 7  | Capitoli - 52. I guerrieri blu e nero (青と黒の戦士?, Ao to Kuro no Senshi) - 53. Angoscia (懊悩?, Ōnō) - 54. Menzogne (偽りの言葉?, Itsuwari no Kotoba) - 55. Inganno reciproco (だまし合い?, Damashiai) - 56. La verità (正体?, Shōtai) - 57. Convincere Yura Keikain (花開院ゆらの納得?, Keikain Yura no Nattoku) - 58. La Spada Nenekirimaru (parte 1) Mistero a Ukiyoe: Oitekebori (妖刀・祢々切丸その1 浮世絵町奇譚 置行堀?, Yōtō Nenekirimaru Sono Ichi: Ukiyoe-chō Kitan Oitekebori) - 59. La Spada Nenekirimaru (parte 2) La Taimato e la pipa (退魔刀とキセル 妖刀・祢々切丸その2?, Taimatō to Kiseru: Yōtō Nenekirimaru Sono Ni) - 60. La Spada Nenekirimaru (parte 3) Nurarihyon e Yohime (ぬらりひょんと珱姫 妖刀・祢々切丸その3?, Nurarihyon to Yōhime: Yōtō Nenekirimaru Sono San) |                                        |                             |
| 8  | 「今へと繋ぐ」 - Ima e to Tsunagu | 4 dicembre 2009 ISBN 978-4-08-874767-5 | 23 giugno 2011              |
| 8  | Capitoli - 61. La Spada Nenekirimaru (parte 4) Proposta di matrimonio (ある妖の求婚 妖刀・祢々切丸その4?, Aru Ayakashi no Kyūkon: Yōtō Nenekirimaru Sono Yon) - 62. La Spada Nenekirimaru (parte 5) La principessa rapita (囚われの姫様 妖刀・祢々切丸その5?, Toraware no Hime-sama: Yōtō Nenekirimaru Sono Go) - 63. La Spada Nenekirimaru (parte 6) La via della bestia (獣道 妖刀・祢々切丸その6?, Kemono Michi: Yōtō Nenekirimaru Sono Roku) - 64. La Spada Nenekirimaru (parte 7) Come un petalo di ciliegio (例えるなら桜 妖刀・祢々切丸その7?, Tatoeru Nara Sakura: Yōtō Nenekirimaru Sono Shichi) - 65. La Spada Nenekirimaru (parte 8) Battaglia sulla torre (天守閣 妖刀・祢々切丸その8?, Tenshukaku: Yōtō Nenekirimaru Sono Hachi) - 66. Collegamento al presente (今へと繋ぐ?, Ima e to Tsunagu) - 67. Le otto barriere (八つの結界?, Yattsu no Kekkai) - 68. Nurarihyon contro Nurarihyon (総大将対若頭?, Nurarihyon tai Nurarihyon) - 69. Toono monogatari (parte 1) Il villaggio nascosto (遠野・物語 その1/隠れ里?, Tōno Monogatari Sono Ichi/Kakurezato) |                                        |                             |
| 9  | 「遠野・物語」 - Tōno Monogatari | 4 febbraio 2010 ISBN 978-4-08-874796-5 | 25 agosto 2011              |
| 9  | Capitoli - 70. Toono monogatari (parte 2) Kamaitachi (遠野・物語 その2/鎌鼬?, Tōno Monogatari Sono Ni/Kamaitachi) - 71. Toono monogatari (parte 3) Kidomaru, il mostro di Kyoto (遠野・物語 その3/京妖怪・鬼童丸?, Tōno Monogatari Sono San/Kyō-Yōkai Kidōmaru) - 72. Toono monogatari (parte 4) Kyokasuigetsu (遠野・物語 その4/鏡花水月?, Tōno Monogatari Sono Yon/Kyōka Suigetsu) - 73. L'assalto di Hagoromo Kitsune a Kyoto (羽衣狐京都全滅侵攻?, Hagoromo Gitsune Kyōto Zenmetsu Shinkō) - 74. La casata principale dei Keikain (花開院本家?, Keikain Honke) - 75. La battaglia del Rokukin-ji (鹿金寺の決戦!!?, Rokukin-ji no Kessen!!) - 76. Partenza da Toono (遠野をたつ!!?, Tōno o Tatsu!!) - 77. Ritorno (帰還?, Kikan) |                                        |                             |
| 10 | 「闇にのまれる都」 - Yami ni Nomareru Miyako | 2 aprile 2010 ISBN 978-4-08-870023-6   | 20 ottobre 2011             |
| 10 | Capitoli - 78. La capitale immersa nell'oscurità (闇にのまれる都?, Yami ni Nomareru Miyako) - 79. L'onmyoji grigio cenere (灰色の陰陽師?, Haiiro no Onmyōji) - 80. L'arte onmyo del ramo Yaso (八十流陰陽術?, Yaso-ryū Onmyōjutsu) - 81. Hagun (破軍?, Hagun) - 82. Incontro casuale (邂逅?, Kaikō) - 83. Takarabune (宝船?, Takarabune) - 84. La falce e l'ayatori (鎌とあやとり?, Kama to Ayatori) - 85. L'inizio della battaglia (緒戦?, Shosen) - 86. La battaglia sopra i cieli di Kyoto (京上空の戦い?, Kyō Jōkū no Tatakai) |                                        |                             |

## Volumi 11-20
| Nº | Giapponese 「Kanji」 - Rōmaji | Data di prima pubblicazione             | Data di prima pubblicazione |
| Nº | Giapponese 「Kanji」 - Rōmaji | Giapponese                              | Italiano                    |
| 11 | 「迷宮・鳥居の森」 - Meikyū: Torii no Mori | 2 luglio 2010 ISBN 978-4-08-870049-6    | 15 dicembre 2011            |
| 11 | Capitoli - 87. Umano e mostro (人と妖?, Hito to Ayakashi) - 88. Distrutti (撃墜?, Gekitsui) - 89. Il grande desiderio (宿願?, Shukugan) - 90. Il labirinto di Torii (迷宮・鳥居の森?, Meikyū: Torii no Mori) - 91. Awashima, l'amanojaku (天邪鬼・淡島?, Amanojaku Awashima) - 92. Il nome "Awashima" (淡島の名?, Awashima no Na) - 93. Riunione (合流?, Gōryū) - 94. Un mostro che è meglio non incontrare (絶対に遭遇してはならない妖?, Zettai ni Sōgū shite wa Naranai Ayakashi) - 95. Tsuchigumo (土蜘蛛?, Tsuchigumo) |                                         |                             |
| 12 | 「鬼太鼓」 - Ondeko | 3 settembre 2010 ISBN 978-4-08-870105-9 | 16 febbraio 2012            |
| 12 | Capitoli - 96. Ruggito (咆哮?, Hōkō) - 97. Incubo (悪夢?, Akumu) - 98. Il giorno e la notte (昼と夜?, Hiru to Yoru) - 99. Discesa nell'oscurità (闇に沈む?, Yami ni Shizumu) - 100. Odore di sangue (血の匂い?, Chi no Nioi) - 101. Ondeko (鬼太鼓?, Ondeko) - 102. Il passato di entrambi (二人の過去?, Futari no Kako) - 103. Forza e forza (力と力?, Chikara to Chikara) - extra. Le cronache del terzo - L'alba di Edo (奴良組三代記～江戸黎明期編～?, Nura-gumi Sandaiki ~Edo Reimeiki-hen~) - extra. Yura torna a Kyoto: il battesimo della stanza da parte dei nuovi fratelli (ゆら、京都に帰る～新しき兄たちの洗礼～?, Yura, Kyōto ni Kaeru ~Atarashiki Ani-tachi no Senrei~) |                                         |                             |
| 13 | 「相剋」 - Sōkoku | 4 novembre 2010 ISBN 978-4-08-870127-1  | 12 aprile 2012              |
| 13 | Capitoli - 104. Gli intrusi che infrangono il cielo (空を裂く侵入者?, Sora o Saku Shin'nyūsha) - 105. Shokera (しょうけら?, Shōkera) - 106. La lacrime del demone immaturo (泣いた青鬼?, Naita Ao-oni) - 107. Il signore esitante (否慥の主へ?, Hizō no Nushi e) - 108. La tecnica con cui si accoglie in sé la forza della marcia infernale (百鬼纏う御業?, Hyakki Matou Miwaza) - 109. Rivalità (相剋?, Sōkoku) - 110. Donami tutto (全部あずけろ?, Zenbu Azukero) - 111. Prugno rosso sotto le nevi (雪の下紅梅?, Yuki-no-shita Beniume) - 112. Combattimento a piena potenza (全開?, Zenkai) |                                         |                             |
| 14 | 「弐條城へ...!!」 - Nijō-jō e...!! | 29 dicembre 2010 ISBN 978-4-08-870163-9 | 28 giugno 2012              |
| 14 | Capitoli - 113. Toono e Rikuo (遠野とリクオ?, Tōno to Rikuo) - 114. Quel legame impresso sulla schiena (背中越しの絆?, Senaka-goshi no Kizuna) - 115. Vecchi rivali (宿敵?, Shukuteki) - 116. Movimenti fetali (胎動?, Taidō) - 117. Verso il castello di Nijo (弐條城へ...!!?, Nijō-jō e...!!) - 118. Satori e Onihitokuchi (サトリと鬼一口?, Satori to Oni-Hitokuchi) - 119. I meandri del castello di Nijo (弐條城回廊?, Nijō-jō Kairō) - 120. Il ciclo della rinascita (輪廻の環?, Rinne no Wa) - 121. Rajomon (羅城門?, Rajōmon) |                                         |                             |
| 15 | 「追憶の欠片」 - Tsuioku no Kakera | 4 marzo 2011 ISBN 978-4-08-870189-9     | 23 agosto 2012              |
| 15 | Capitoli - 122. Il vuoto (虚空?, Kokū) - 123. Tempesta di spade (刀閃?, Tōsen) - 124. La nascita (誕生?, Tanjō) - 125. La trappola (罠?, Wana) - 126. Varco (亀裂?, Kiretsu) - 127. Il segreto (秘められたもの?, Himerareta Mono) - 128. Dentro la foresta (藪の中?, Yabu no Naka) - 129. Frammenti di ricordi (追憶の欠片?, Tsuioku no Kakera) - extra. I misteri della scuola media Ukiyoe (浮世絵中奇譚?, Ukiyoe-chū Kitan) - extra. Rikuo fa di nuovo quel sogno (リクオ また例の夢を見る?, Rikuo Mata Rei no Yume o Miru) |                                         |                             |
| 16 | 「リクオ、宣言す」 - Rikuo, Sengensu | 2 maggio 2011 ISBN 978-4-08-870221-6    | 18 ottobre 2012             |
| 16 | Capitoli - 130. Colui che mormora nell'oscurità (闇に囁く者?, Yami ni Sasayaku Mono) - 131. Il banchetto oscuro (暗黒の宴?, Ankoku no Utage) - 132. Kyoto in fiamme (京都炎上?, Kyōto Enjō) - 133. Due gocce d'acqua (うり二つ?, Urifutatsu) - 134. La dichiarazione di Rikuo (リクオ、宣言す?, Rikuo, Sengensu) - 135. Tsurara e la coppa da ghiaccio (氷麗と氷鉢?, Tsurara to Kōribachi) - 136. Tsurara e il clan Arawashi (氷麗と荒鷲組?, Tsurara to Arawashi-gumi) - 137. Il mostro della toilette (便所の妖怪?, Benjo no Yōkai) - 138. Toryanse lo squartatore (切裂とおりゃんせ?, Kirisaki Tōryanse) |                                         |                             |
| 17 | 「切裂とおりゃんせ」 - Kirisaki Tōryanse | 4 luglio 2011 ISBN 978-4-08-870266-7    | 20 dicembre 2012            |
| 17 | Capitoli - 139. Toryanse lo squartatore (parte 2) (続・切裂とおりゃんせ?, Zoku: Kirisaki Tōryanse) - 140. Toryanse lo squartatore (parte 3) (続々・切裂とおりゃんせ?, Zokuzoku: Kirisaki Tōryanse) - 141. Il villaggio divora-uomini (人を喰らう村?, Hito o Kurau Mura) - 142. Il villaggio divora-uomini (parte 2) (続・人を喰らう村?, Zoku: Hito o Kurau Mura) - 143. Il villaggio divora-uomini (parte 3) (続々・人を喰らう村?, Zokuzoku: Hito o Kurau Mura) - 144. La ragazza della metropolitana (地下鉄の少女?, Chikatetsu no Shōjo) - 145. La ragazza della metropolitana (parte 2) (続・地下鉄の少女?, Zoku: Chikatetsu no Shōjo) - 146. La ragazza della metropolitana (parte 3) (続々・地下鉄の少女?, Zokuzoku: Chikatetsu no Shōjo) - 147. Hyaku Monogatari (百物語?, Hyaku Monogatari) |                                         |                             |
| 18 | 「江戸の華」 - Edo no Hana | 2 settembre 2011 ISBN 978-4-08-870293-3 | 28 febbraio 2013            |
| 18 | Capitoli - 148. Il Fiore di Edo (江戸の華?, Edo no Hana) - 149. La Teiera infernale (百鬼の茶釜?, Hyakki no Chagama) - 150. Il mistero di Kurotabo (黒田坊の怪?, Kurotabō no Kai) - 151. Due sentieri che si incrociano (交差する二人?, Kōsasuru Futari) - 152. Increspatura (波紋?, Hamon) - 153. Un milione di storie di fantasmi (怪談百万遍?, Kaidan Hyakumanpen) - 154. Entrata in scena (出入り?, Deiri) - 155. La numero cento (百物語・その百?, Hyaku Monogatari: Sono Hyaku) - 156. Senza controllo (暴走?, Bōsō) |                                         |                             |
| 19 | 「怪談・件」 - Kaidan: Kudan | 2 dicembre 2011 ISBN 978-4-08-870315-2  | 9 maggio 2013               |
| 19 | Capitoli - 157. Coloro che nacquero (生まれ出でし者共?, Umareideshi Monodomo) - 158. Scambio di Sakazuki nelle profondità di terre sconosciute (異境の淵で交わす盃?, Ikyō no Fuchi de Kawasu Sakazuki) - 159. Suono di guerra (鬨の声?, Toki no Koe) - 160. La predizione (予言?, Yogen) - 161. Divorando il malvagio (悪食?, Akujiki) - 162. La trasformazione (罠?, Wana) - 163. Acchiapparello per Tokyo (東京鬼ごっこ?, Tōkyō Onigokko) - 164. Inseguitori e inseguiti (追う者追われる者?, Ou Mono Owareru Mono) - 165. Raiden (雷電?, Raiden) |                                         |                             |
| 20 | 「九相図」 - Kusōzu | 3 febbraio 2012 ISBN 978-4-08-870370-1  | 4 luglio 2013               |
| 20 | Capitoli - 166. Tamasaburo (珠三郎?, Tamasaburō) - 167. La decisione di Kiyotsugu (清継の決意?, Kiyotsugu no Ketsui) - 168. La trasformazione di Rikuo (リクオ変貌?, Rikuo Henbō) - 169. Ritratto dell'inferno (地獄絵図?, Jigoku Ezu) - 170. Panico (パニック?, Panikku) - 171. La grande fuga (大脱出?, Dai-dasshutsu) - 172. Salvataggio (救出?, Kyūshutsu) - 173. Le due spade (二枚の刃?, Ni-mai no Yaiba) - 174. Una ferma paura (覚悟の畏?, Kakugo no Osore) |                                         |                             |

## Volumi 21-25
| Nº | Giapponese 「Kanji」 - Rōmaji | Data di prima pubblicazione            | Data di prima pubblicazione |
| Nº | Giapponese 「Kanji」 - Rōmaji | Giapponese                             | Italiano                    |
| 21 | 「怪談・青行燈」 - Kaidan: Ao-Andon | 4 aprile 2012 ISBN 978-4-08-870402-9   | 26 settembre 2013           |
| 21 | Capitoli - 175. Ombra (影?, Kage) - 176. Il proprio codice d'onore (夫々の仁義?, Sorezore no Jingi) - 177. Ajara Enbu (戯演舞?, Ajara Enbu) - 178. Attacco a Fukagawa (深川突入?, Fukagawa Totsunyū) - 179. Encho (圓潮?, Enchō) - 180. Ao Andon (青行燈?, Ao-Andon) - 181. Via d'uscita (活路?, Katsuro) - 182. Eptagramma (七芒星?, Shichibōsei) - 183. La pura essenza del risentimento (怨恨のみの存在?, Urami nomi no Sonzai) - 184. Lo scontro finale e poi... (決着、そして…?, Ketchaku, Soshite...) |                                        |                             |
| 22 | 「清浄の時」 - Shōjō no Toki | 4 luglio 2012 ISBN 978-4-08-870464-7   | 28 novembre 2013            |
| 22 | Capitoli - 185. Verso il monte Osore... (恐山へ…?, Osore-zan e...) - 186. La Casata Gokadoin (恐山へ…その2/御門院家?, Osore-zan e... Sono Ni/Gokadoin-ke) - 187. l formidabile medium (口寄せの結界師?, Kuchiyose no Kekkai-shi) - 188. I sentimenti di mille anni (千年の想い?, Sen-nen no Omoi) - 189. La voce della spada (刀の声?, Katana no Koe) - 190. Il momento della purificazione (清浄の時?, Shōjō no Toki) - 191. Rikuo invita a casa gli amici (リクオ、実家に友人を招く?, Rikuo, Jikka ni Yūjin o Maneku) - 192. La grande riunione (大会議?, Dai-kaigi) - 193. Tsuchigumo torna nel suo paese natio (土蜘蛛、故郷へ帰る?, Tsuchigumo, Kokyō e Kaeru) |                                        |                             |
| 23 | 「九州妖怪大合戦」 - Gurēto Kyūshū yōkai batoru | 4 ottobre 2012 ISBN 978-4-08-870498-2  | 30 gennaio 2014             |
| 23 | Capitoli - 194. Terrore su tutto l'arcipelago (列島震撼?, Rettō Shinkan) - 195. Quella storia, ancora una volta... (もう1度、あの話を?, Mou ichido, ano hanashi wo) - 196. Il passato di Tsuchigumo (土蜘蛛の過去?, Tsuchigumo no Kako) - 197. Guerra localizzata (局地戦?, Kyokuchi-sen) - 198. Yura e Rikuo (ゆらとリクオ?, Yura to Rikuo) - 199. Dimostrazione di forza (強さの証明?, Tsuyosa no Shōmei) - 200. Coloro che porteranno sulle proprie spalle le nuove tenebre (新たな闇を担う者?, Aratana Yami o Ninau Mono) - 201. La barriera a spirale (螺旋結界?, Rasen Kekkai) - 202. Il signore di Kyoto (京の主?, Kyō no Nushi)                             |                                        |                             |
| 24 | 「葵螺旋城の闘い」 - Aoi supairaru-jō notatakai | 4 dicembre 2012 ISBN 978-4-08-870534-7 | 27 marzo 2014               |
| 24 | Capitoli - 203. La notte prima dell'attacco (突入前夜?, Totsunyū Zen'ya) - 204. Rinascita (再誕?, Saitan) - 205. Il dovere di un mostro (妖の本分?, Ayakashi no Honbun) - 206. Talento (才能?, Sainō) - 207. Colui che porta sulle proprie spalle il peso di una marcia infernale (百鬼を背負いし者?, Hyakki o Seoishi Mono) - 208. Il crocevia del sangue misto (交差する四分の血?, Kōsasuru Shibu no Chi) |                                        |                             |
| 25 | 「彼は、誰が真の恐怖を装備」 - Kare wa, dare ga shin no kyōfu o sōbi | 4 marzo 2013 ISBN 978-4-08-870616-0    | 29 maggio 2014              |
| 25 | Capitoli - 209. La terra della battaglia finale (どこでそれが終了?, Doko de sore ga shūryō) - 210. Colui che veste la vera paura (彼は、誰が真の恐怖を装備?, Kare wa, dare ga shin no kyōfu o sōbi) - Extra 1. Legami tramandati (継承される債券?, Keishō sa reru saiken) - Extra 2. Il terzo è impazzito? (第三に相続人は、ワイルドゴーン！?, Daisan ni sōzokujin wa, wairudogōn!) - Extra 3. Il banco dei pegni delle tenebre (ダーク質屋?, Dāku shichiya) - Extra 4. Al villaggio Hanyo (ハーフ妖怪の村で?, Hāfu yōkai no mura de) |                                        |                             |